# Chiesa di San Giuseppe Maggiore dei Falegnami

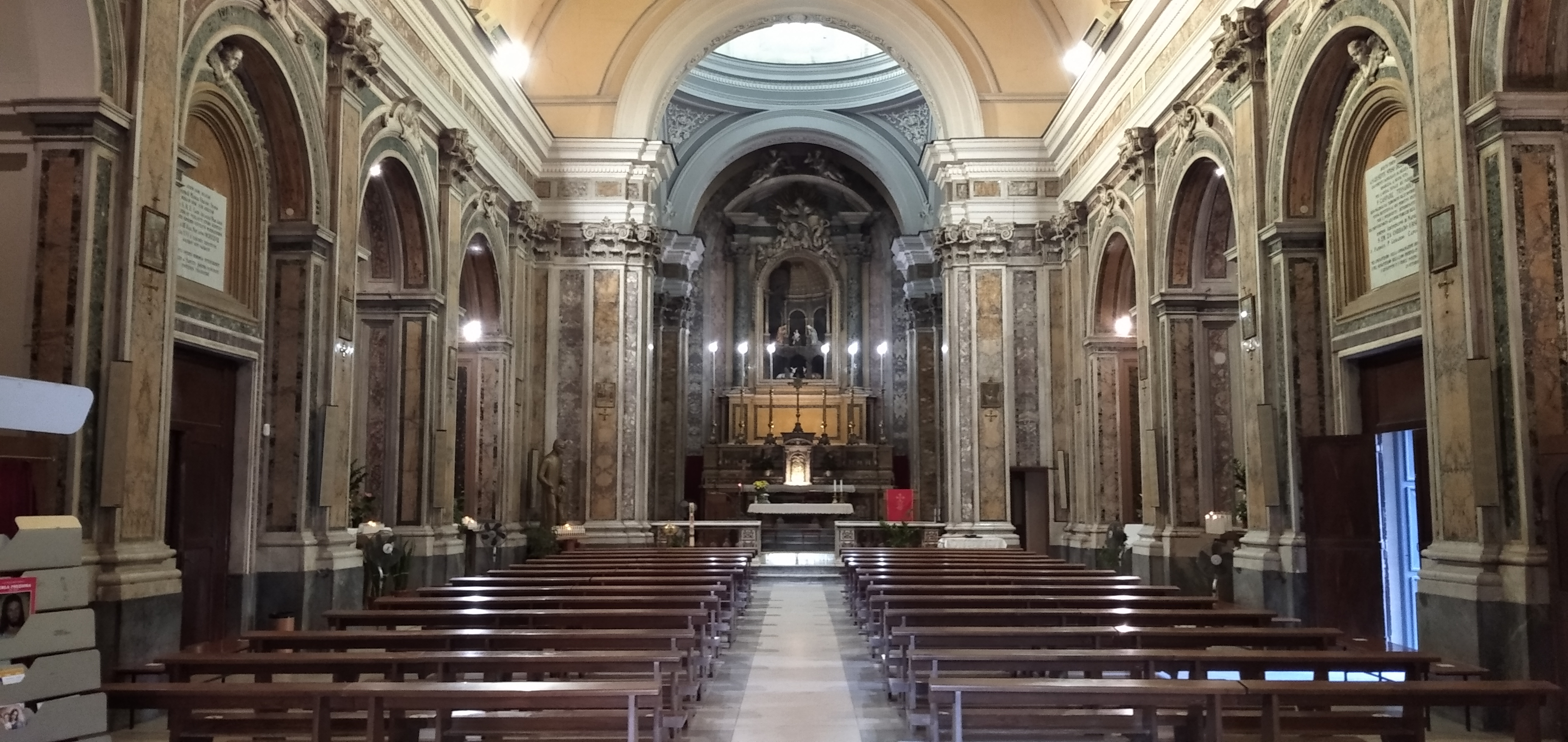
Interno

La chiesa di San Giuseppe Maggiore dei Falegnami (già chiesa della Sacra Famiglia) è una delle più importanti chiese storiche di Napoli esistenti in periferia; l'edificio sorge a oriente della città, precisamente nel quartiere di Poggioreale, nel rione Luzzatti, in via Carlo Bussola.

## Storia
Le sue origini risalgono al XV secolo; in origine dedicata alla Sacra Famiglia, nel 1934 il cardinale Alessio Ascalesi decise che in essa si trasferissero gli arredi e i marmi della chiesa di San Giuseppe Maggiore, che si ergeva nel centro di Napoli. La chiesa fu dunque dedicata a San Giuseppe, protettore dei falegnami e i lavori completati nel 1936.
Venne danneggiata durante la seconda guerra mondiale, per poi essere quasi del tutto rifatta (soprattutto nelle strutture esterne) due anni dopo.
Un ambiente sotterraneo dell'oratorio della chiesa è perennemente allagato a causa dei fenomeni idrici causati dal sensibile abbassamento del centro direzionale che fa risalire l'acqua del fiume Sebeto in superficie, poiché è stato completamente interrato.

## Descrizione
L'imponente facciata è caratterizzata da un portale in piperno affiancato da due coppie di lesene corinzie; al di sopra di questo, vi è un grande finestrone anch'esso in piperno. In alto, la facciata si conclude con un timpano triangolare caratterizzato da un medaglione ornamentale. All'esterno fa bella mostra una cupola maiolicata.
Il suo interno, di forma rettangolare e di pregevole fattura, conserva intatti gli arredi e le opere d'arte del primitivo tempio: ad esempio, da menzionare sono gli Angeli di Angelo Viva, il Padre Eterno di Giuseppe Sanmartino, l'altare maggiore di Gaetano Barba e due statue lignee raffiguranti San Giuseppe e la Madonna, uniche opere superstiti di un presepe cinquecentesco di Giovanni da Nola (oggi al Museo di San Martino per motivi di sicurezza e sostituite da due copie). Altre opere presenti degne di menzione sono: le cinquecentesche tavole dell'Epifania (opera di Bartolomeo Guelfo da Pistoia), dell'Assunzione (opera della bottega di Marco Pino) e della Madonna del Carmine (opera di Girolamo Imparato) e tre tele barocche di Andrea Vaccaro, Francesco Solimena e Antonio Palomino.